# Ocrepeira pinhal
Ocrepeira pinhal är en spindelart som beskrevs av Claude Lévi 1993. Ocrepeira pinhal ingår i släktet Ocrepeira och familjen hjulspindlar. Inga underarter finns listade i Catalogue of Life.